# 医薬品副作用被害救済制度
医薬品副作用被害救済制度（いやくひんふくさようひがいきゅうさいせいど）とは、医薬品の副作用により患者が入院や死亡した際、独立行政法人医薬品医療機器総合機構(PMDA)が救済給付を行う制度である。独立行政法人医薬品医療機器総合機構法（平成14年法律第192号）を根拠として、公式に制定された。

## 概要
医薬品は、何度も動物実験や治験が繰り返され、十分に安全性が確認されたうえで処方が認可されているものの、薬効の強弱や副作用の有無、種類などは人それぞれ異なるため、治験や動物実験で安全だったからと言って、それが全ての人に当てはまるわけではない。そのため、市販後調査といって、市販された後もその医薬品による予期していなかった副作用や薬害の調査を行い、それらの症例を積み重ねることによって、より安全な医薬品となっていく。救済制度はこの時の症例に当てはまった人を救済するためのものである。
具体的には、病院や診療所において投薬、またはそこで出された処方箋により処方された医薬品、ならびに処方箋なしで購入できる一般用（OTC）医薬品を、適正な使用目的に従い適正に使用したにもかかわらず重篤な副作用を起こし、その結果入院が必要になったり、後遺症が残ったり、死亡などの健康被害を受けた場合に、この制度によって被害者や遺族を救済する（4条の10）。
なお後にその被害について、賠償に責任ある者が明らかになった場合、PMDAは被害者に代わって賠償請求を行う権利を取得する（18条）ことができる。

## 流れ
請求をしてから実際に救済給付をするか否かに至るまでに、以下の手順を踏む。
1. 請求者（副作用を受けた当人または遺族）が、PMDAに給付請求を行う。
2. PMDAが、厚生労働大臣宛に、給付の判断の申し出を行う。
3. 申し出に従い、厚生労働大臣と薬事・食品衛生審議会の間で諮問と答申が行われる。
4. 答申を元に、厚生労働大臣がPMDAに判断の通知を行う。
5. PMDAが請求者に結果を通知し、給付が認められた場合は給付を行う。

なお請求者は、救済給付の決定に不服がある場合、審査申し立てをする権利が認められている。

## 給付対象
この制度は、大まかに、以下の項目に当てはまった人に給付される。ただし後述の対象外の項目にも当てはまった場合はその限りではない。
- 副作用を起こした医薬品が、1980年（昭和55年）5月1日以降に日本で使用したものであること。
- 病院や診療所などで、正規に処方・投薬された医薬品又は再生医療等製品であること。または、薬局やドラッグストア等で正規に購入された医薬品であること（個人輸入医薬品等海外で処方、販売されたものは対象外。）。
- 副作用による健康被害が、入院が必要とする程度か、それ以上の重篤な副作用であること（死亡も含む）。または疾病などの後遺症が残った場合。

## 給付対象外
上記のことに当てはまっていても、下記のことに当てはまっている場合は給付対象にならないケースもある。
- 法定予防接種を受けたことによるもの（16条2の1）。
  - これについては予防接種健康被害救済制度という、別の制度の対象になる。
- 医薬品の製造販売業者など、損害賠償責任が明らかな（認められている）場合（16条2の2）。
- 救命のためなど、その副作用の発生が予見できるもののやむを得ない理由で通常の使用量より多く使用した場合（施行規則3条2）。
- 副作用による健康被害が入院を必要としない程度の軽微なもの（軽度な頭痛、眠気、嘔吐など）である場合。
- 救済制度の請求期限が過ぎたもの。
  - 医療費および医療手当の請求期限は5年間（施行令第4-5条）。
- 正規に処方されたものであってもオーバードース（大量服薬）を行ったり、非正規な手段で手に入れた薬や違法な薬と併用するなど、医薬品を適正に使用していなかった場合（4条の10）。
  - 薬局・ドラッグストアなど（インターネットを利用したものも含む）で購入した一般用医薬品等において本制度の給付を求める場合には、その副作用の治療を行った医師の診断書の他、医薬品名、販売年月日等を記載した販売証明書を購入先より入手する必要がある。
  - たとえばPMDAが用量について注意喚起を行ったが、それを遵守しなかった場合は対象外（ラモトリギン#注意喚起）[2]。
- 副作用を起こした医薬品が、救済制度の対象除外医薬品だった場合。
  - がんその他特殊疾病に使用されることが目的とされている医薬品であって厚生労働大臣の指定する医薬品
  - 人体に直接使用されない医薬品、薬理作用のない医薬品等
    - 具体的にどんな医薬品が当てはまるかは医薬品医療機器総合機構のページを参照のこと。

## 給付形態
どのように給付するかは、程度や状況に応じて7種類に分けられる（16条）。
入院治療を必要とする程度の場合。
- 医療費
- 医療手当

日常生活に著しい制限を及ぼすほどの障害を残した場合。
- 障害年金
- 障害児養育年金

患者が死亡した場合。
- 遺族年金
- 遺族一時金
- 葬祭料

なお、被害について賠償の責任を有する者があることが明らかとなった場合には、PMDAはそれ以降の救済給付を行わない（18条）。その場合、PMDAは被害者に代わって、その賠償責任の権利を取得する（18条）。